# Moriaki Shimizu
Moriaki Shimizu (in giapponese: 清水盛明?, Shimizu Moriaki; citato nella documentazione archivistica italiana anche come Moriakira Shimizu o, assai più raramente, come Moriakirà Shimizu; Kurume, 24 agosto 1896 – 3 aprile 1979) è stato un generale e diplomatico giapponese, addetto militare in Italia e successivamente capo della missione militare nipponica nella RSI.

## Biografia
Nato a Kurume, nella prefettura di Aichi, figlio primogenito del maggiore dell'esercito Moriji Shimizu, dopo aver frequentato la Scuola normale superiore, la Scuola regionale giovanile dell'esercito e la Scuola propedeutica militare centrale a Hiroshima, si diplomò all'Accademia militare dell'esercito (29º corso) nel maggio 1917. Nel dicembre dello stesso anno, fu nominato sottotenente dell'artiglieria e destinato al 14º Reggimento artiglieria da campagna. Nel novembre 1920, si diplomò alla Scuola d'applicazione di artiglieria e genio (26º corso). Nel novembre 1925, si laureò alla Scuola di guerra (37º corso)
Nel marzo 1926, fu promosso a capitano dell'artiglieria e posto al comando di una compagnia del 3º Reggimento artiglieria da campagna.  Nel dicembre dello stesso anno fu assegnato allo stato maggiore dell'esercito quale capufficio del personale e aggregato alla rappresentanza presso la Società delle Nazioni; nell'agosto del 1932 fu promosso maggiore dell'artiglieria. Nel febbraio 1933 ottenne il comando di un battaglione dell'11º reggimento artiglieria da montagna.  Nel marzo 1934 venne destinato alla Fabbrica d'armi principale dell'esercito (sezione periodici ovvero propaganda) e, nell'agosto 1936, avanzò al grado di tenente colonnello dell'artiglieria. Nel settembre 1937 divenne membro del Dipartimento d'informazione del gabinetto (ufficio notizie / servizi segreti) e nel luglio 1938 fu promosso colonnello dell'artiglieria.
Nel dicembre 1938 fu nominato direttore dell'Ufficio informazioni del Ministero della guerra.  Nel dicembre 1939 fu nominato addetto militare presso l'ambasciata giapponese in Italia. Nell'agosto 1942 divenne generale di brigata e nell'aprile 1945 promosso generale di divisione. Tornò in Giappone nel dicembre dello stesso anno.
Successivamente fu console generale onorario della Repubblica di San Marino.